# Iwan Kolubakin
Iwan Aleksiejewicz Kolubakin, ros. Иван Алексеевич Колюбакин (ur. 1 marca 1895 r., zm. 6 stycznia 1986 r. w Los Angeles) – rosyjski wojskowy (podpułkownik), działacz emigracyjny, oficer Rosyjskiego Korpusu Ochronnego, a następnie komendant sztabu 1 Rosyjskiej Armii Narodowej podczas II wojny światowej
Brał udział w I wojnie światowej. Na pocz. 1918 r. wstąpił do wojsk Białych gen. Antona I. Denikina. Uczestniczył w I Marszu Kubańskim (Lodowym) jako oficer 3 Kompanii Pułku Oficerskiego. Został ranny. Latem 1918 r. został oficerem w 4 Batalionie 1 Pułku Oficerskiego (Markowskiego). Od końca września tego roku służył w Mieszanym Pułku Gwardyjskim. W czerwcu 1919 r. awansował do stopnia kapitana. Wkrótce objął dowództwo 1 Kompanii lejbgwardii Pułku Wołyńskiego. W poł. listopada 1920 r. wraz z wojskami Białych został ewakuowany z Krymu do Gallipoli. Na emigracji zamieszkał w Królestwie SHS. W 1925 r. wchodził formalnie w skład Oddziału Gwardyjskiego. Doszedł do stopnia podpułkownika. Po zajęciu Jugosławii przez wojska niemieckie w kwietniu 1941 r., wstąpił do nowo formowanego Rosyjskiego Korpusu Ochronnego. Na pocz. 1945 r. objął funkcję komendanta sztabu 1 Rosyjskiej Armii Narodowej. Po zakończeniu wojny wyemigrował do USA. Był 1 zastępcą przewodniczącego Rosyjskiego Ruchu Wojskowo-Narodowego im. Suworowa.